# Torneo del Interior A 2018
El Torneo del Interior A 2018 fue la décima séptima edición de la competencia de clubes del interior más importante de rugby en Argentina.
CURNE se consagró campeón al derrotar a Huirapuca por 20 a 14.

## Forma de disputa
El torneo contó con cuatro zonas de 4 equipos cada una. Se jugó todos contra todos a una rueda, dónde los 2 primeros avanzaron a la siguiente fase.

## Equipos
| Torneo     | Equipo             | Ciudad                |
| ---------- | ------------------ | --------------------- |
| NOA        | Huirapuca          | Concepción            |
| NOA        | Lince              | San Miguel de Tucumán |
| Litoral    | Old Resian         | Rosario               |
| Litoral    | Santa Fe           | Santa Fé              |
| Litoral    | CRAI               | Santa Fé              |
| Cuyo       | Liceo              | Luján de Cuyo         |
| Cuyo       | Marista            | Luján de Cuyo         |
| Cuyo       | Peumayén           | Mendoza               |
| Córdoba    | Universitario (C)  | Córdoba               |
| Córdoba    | Jockey (C)         | Córdoba               |
| Pampeano   | San Ignacio        | Mar del Plata         |
| Pampeano   | Sportiva           | Bahía Blanca          |
| Patagónico | Neuquén            | Neuquén               |
| NEA        | CURNE              | Resistencia           |
| NEA        | Taraguy            | Corrientes            |
| Uruguay    | Montevideo Cricket | Montevideo            |

### Distribución geográfica de los equipos
| Jurisdicción              | Cant. | Equipos                       |
| ------------------------- | ----- | ----------------------------- |
| Provincia de Santa Fe     | 3     | Santa Fe, CRAI, Old Resian    |
| Provincia de Mendoza      | 3     | Liceo, Marista, Peumayén      |
| Provincia de Tucumán      | 2     | Huirapuca, Lince              |
| Provincia de Córdoba      | 2     | Universitario (C), Jockey (C) |
| Provincia de Buenos Aires | 2     | San Ignacio, Sportiva         |
| Provincia de Chaco        | 1     | CURNE                         |
| Provincia de Corrientes   | 1     | Taraguy                       |
| Provincia de Neuquén      | 1     | Neuquén                       |
| Uruguay                   | 1     | Montevideo Cricket            |

## Primera fase

### Zona 1
| Equipos            | Encuentros | Encuentros | Encuentros | Encuentros | Puntos |
| Equipos            | PJ         | PG         | PE         | PP         | Puntos |
| ------------------ | ---------- | ---------- | ---------- | ---------- | ------ |
| CURNE              | 6          | 5          | 0          | 1          | 23     |
| Lince              | 6          | 4          | 0          | 2          | 18     |
| CRAI               | 6          | 3          | 0          | 3          | 16     |
| Montevideo Cricket | 6          | 0          | 0          | 6          | 0      |

### Zona 2
| Equipos    | Encuentros | Encuentros | Encuentros | Encuentros | Puntos |
| Equipos    | PJ         | PG         | PE         | PP         | Puntos |
| ---------- | ---------- | ---------- | ---------- | ---------- | ------ |
| Jockey (C) | 3          | 5          | 1          | 0          | 27     |
| Peumayén   | 3          | 3          | 0          | 3          | 13     |
| Santa Fe   | 3          | 2          | 0          | 4          | 10     |
| Taraguy    | 3          | 1          | 1          | 4          | 7      |

### Zona 3
| Equipos           | Encuentros | Encuentros | Encuentros | Encuentros | Puntos |
| Equipos           | PJ         | PG         | PE         | PP         | Puntos |
| ----------------- | ---------- | ---------- | ---------- | ---------- | ------ |
| Liceo             | 6          | 5          | 0          | 1          | 21     |
| Universitario (C) | 6          | 4          | 0          | 2          | 16     |
| Old Resian        | 6          | 2          | 0          | 4          | 13     |
| San Ignacio       | 6          | 1          | 0          | 5          | 6      |

### Zona 4
| Equipos   | Encuentros | Encuentros | Encuentros | Encuentros | Puntos |
| Equipos   | PJ         | PG         | PE         | PP         | Puntos |
| --------- | ---------- | ---------- | ---------- | ---------- | ------ |
| Huirapuca | 6          | 6          | 0          | 0          | 29     |
| Marista   | 6          | 2          | 0          | 4          | 9      |
| Sportiva  | 6          | 2          | 0          | 4          | 8      |
| Neuquén   | 6          | 2          | 0          | 4          | 8      |

## Fase Final

### Cuadro de desarrollo
|  | Cuartos de final  | Cuartos de final |           |         | Semifinales | Semifinales |  |           | Final     | Final     |  |
|  | 5/5/2018          | 5/5/2018         |           |         | 26/5/2018   | 26/5/2018   |  |           | 30/6/2018 | 30/6/2018 |  |
|  |                   |                  |           |         |             |             |  |           |           |           |  |
|  |                   |                  |           |         |             |             |  |           |           |           |  |
|  | Liceo             | 38               |           |         |             |             |  |           |           |           |  |
|  | Liceo             | 38               |           |         |             |             |  |           |           |           |  |
|  | Lince             | 26               |           |         |             |             |  |           |           |           |  |
|  | Lince             | 26               |           | Liceo   | 28          |             |  |           |           |           |  |
|  |                   |                  |           | Liceo   | 28          |             |  |           |           |           |  |
|  |                   |                  | Huirapuca | 30      |             |             |  |           |           |           |  |
|  | Huirapuca         | 26               | Huirapuca | 30      |             |             |  |           |           |           |  |
|  | Huirapuca         | 26               |           |         |             |             |  |           |           |           |  |
|  | Peumayén          | 17               |           |         |             |             |  |           |           |           |  |
|  | Peumayén          | 17               |           |         |             |             |  | Huirapuca | 14        |           |  |
|  |                   |                  |           |         |             |             |  | Huirapuca | 14        |           |  |
|  |                   |                  | CURNE     | 20      |             |             |  |           |           |           |  |
|  | Jockey (C)        | 27               | CURNE     | 20      |             |             |  |           |           |           |  |
|  | Jockey (C)        | 27               |           |         |             |             |  |           |           |           |  |
|  | Marista           | 29               |           |         |             |             |  |           |           |           |  |
|  | Marista           | 29               |           | Marista | 15          |             |  |           |           |           |  |
|  |                   |                  |           | Marista | 15          |             |  |           |           |           |  |
|  |                   |                  | CURNE     | 19      |             |             |  |           |           |           |  |
|  | CURNE             | 20               | CURNE     | 19      |             |             |  |           |           |           |  |
|  | CURNE             | 20               |           |         |             |             |  |           |           |           |  |
|  | Universitario (C) | 10               |           |         |             |             |  |           |           |           |  |
|  | Universitario (C) | 10               |           |         |             |             |  |           |           |           |  |
|  |                   |                  |           |         |             |             |  |           |           |           |  |

| Campeón CURNE |